# Schietpartij op Virginia Tech op 16 april 2007

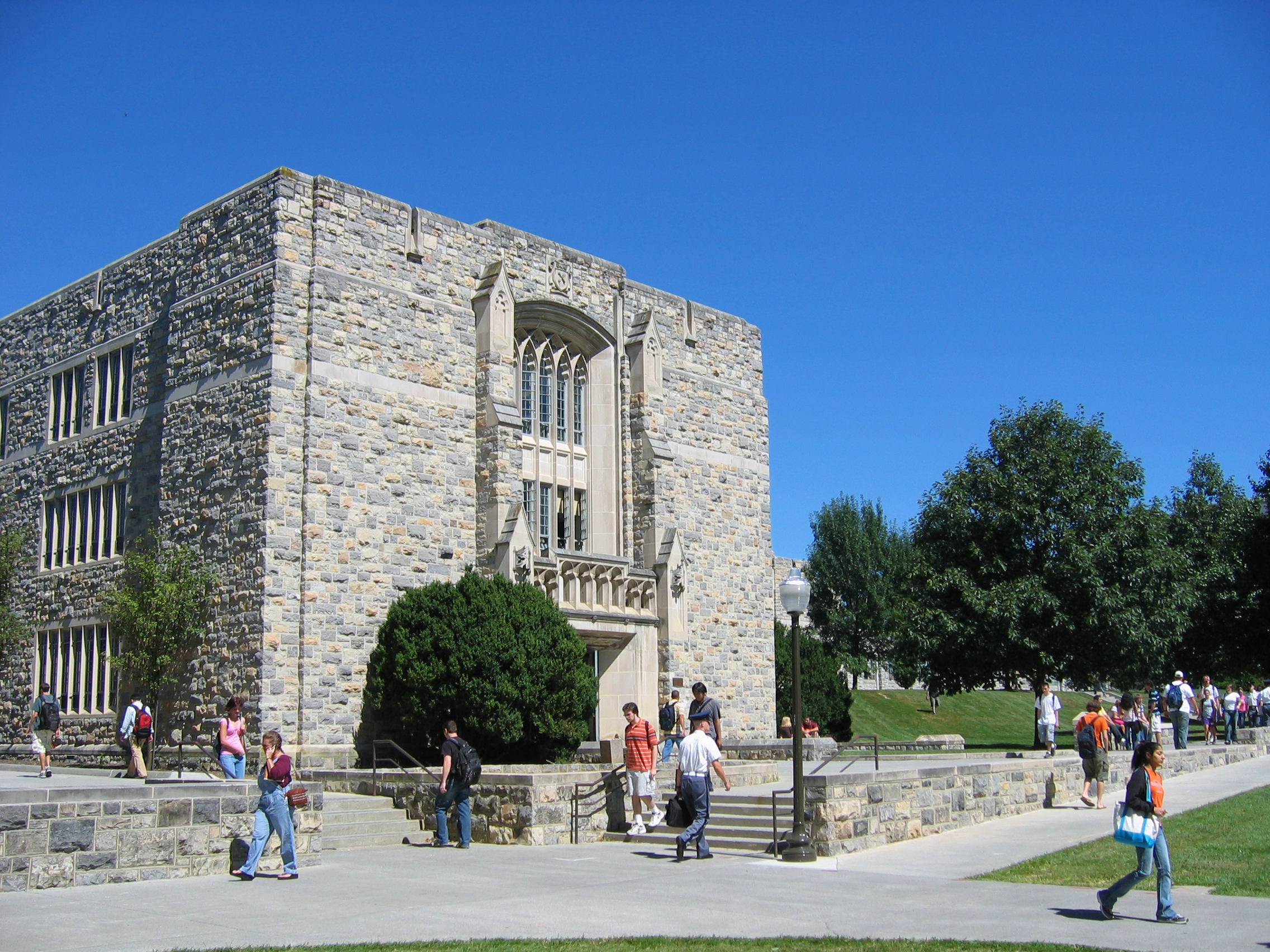
Norris Hall waar 30 van de 32 moorden plaatsvonden

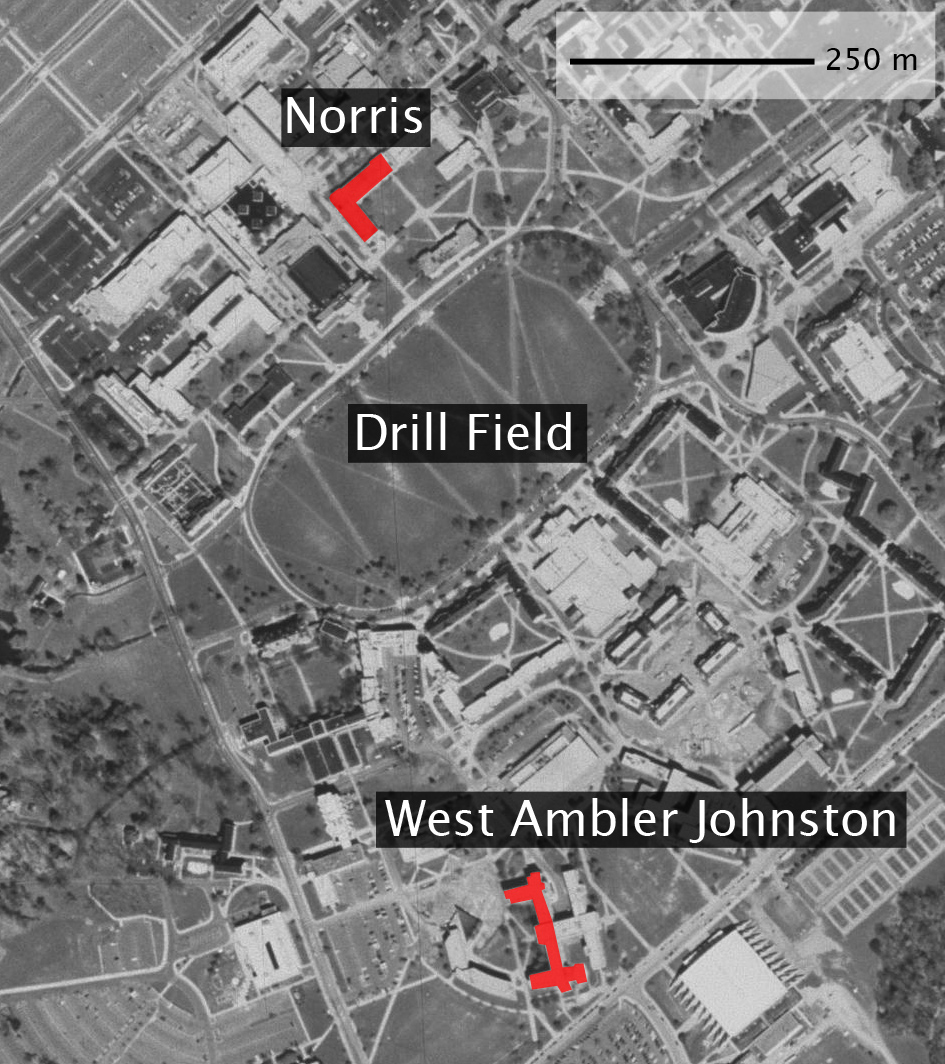
Deel van de campus waar de schietpartijen plaatsvonden

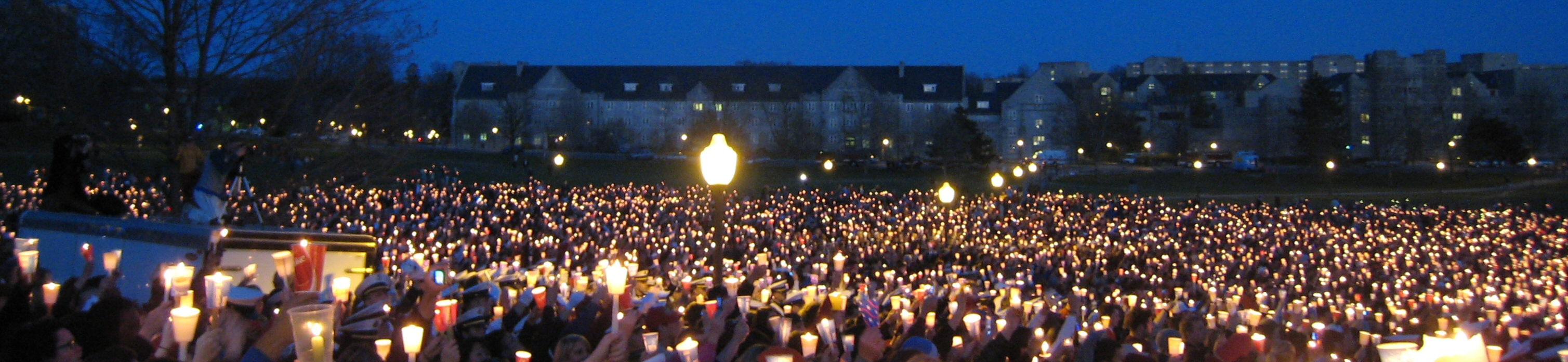
Nachtwake op Virginia Tech

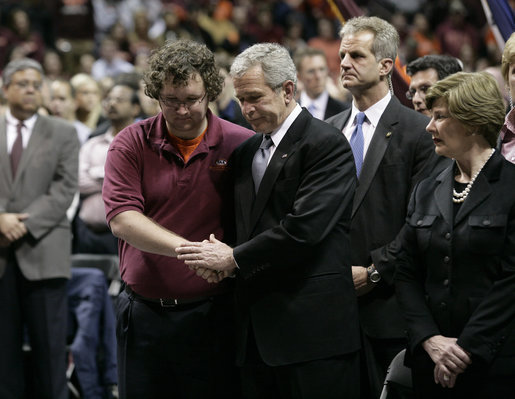
George Bush vlak voor de toespraak

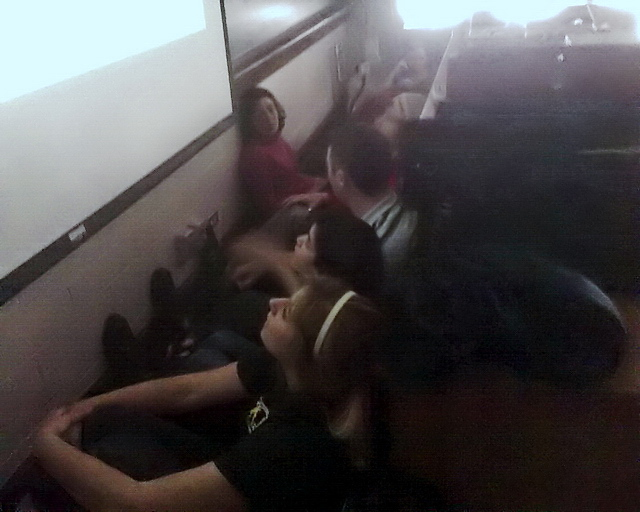
Een foto van studenten die zich verbergen voor de schutter

De schietpartij op Virginia Tech was een bloedbad op de Virginia Polytechnic Institute and State University in de Amerikaanse stad Blacksburg, dat plaatsvond op 16 april 2007. Bij de schietpartij vielen 33 doden, onder wie de schutter. Het is de dodelijkste schietpartij ooit (anno 2023) in een onderwijsinstelling in de Verenigde Staten, en tot 2016 was het de dodelijkste schietpartij ooit in de geschiedenis van het land.

## De schietpartijen
Om 7.16 uur lokale tijd (EDT), 13.10 uur MEZT, schoot de 23-jarige Zuid-Koreaan Cho Seung-Hui in een woongebouw (genaamd "Ambler Johnston Hall") van de universiteit Virginia Tech. Daarbij vielen twee doden. Velen hadden pistoolschoten gehoord, maar wisten niet wat er aan de hand was. Door middel van e-mails werd duidelijk wat er gebeurde.
Twee uur later schoot de schutter weer, dit keer in de buurt van een aantal collegezalen (in een gebouw genaamd "Norris Hall"). Bij die tweede schietpartij vielen 30 doden. Op amateurbeelden zijn 27 pistoolschoten te horen. Volgens ooggetuigen was er een enorme chaos, meerdere personen sprongen uit de ramen om aan de kogels te kunnen ontsnappen. Een andere ooggetuige meldde dat er veel slachtoffers vielen in een lokaal waar Duits werd gegeven. De ooggetuige zei dat de dader duidelijk zocht naar iemand alvorens hij een groot aantal kogels afvuurde. De meeste leerlingen in die klas zouden het niet overleefd hebben. De dader pleegde zelfmoord nadat hij hoorde dat de politie eraan kwam. Dit alles duurde 9 minuten volgens de politie.

## Nasleep
Na de schietpartij werd de universiteit gesloten. Ook andere scholen in de county Montgomery werden gesloten. De dag na de schietpartij werd de universiteit geopend, maar er waren geen lessen. De lessen werden de gehele week niet hervat. Veel personen hebben trauma's opgelopen, vandaar dat het Rode Kruis is ingezet om te helpen.
President George Bush hield een toespraak in de namiddag na de schietpartij. Hij zei daarbij dat "scholen een veilige plaats moeten zijn" en dat wanneer die veiligheid wordt geschonden, "dat gevoeld wordt in elke andere Amerikaanse klas". Ook internationaal werd er gereageerd op de gebeurtenis. Er werden condoleances ontvangen van landen als Iran, Duitsland, Frankrijk, Australië en het Verenigd Koninkrijk. Ook paus Benedictus XVI gaf een reactie.
Vier weken na de schietpartij op de universiteit kregen ruim 3500 afgestudeerde studenten hun diploma uitgereikt, Amerikaanse media meldden dat de 27 studenten die omkwamen postuum een academische titel kregen.

## Wapens
In principe kan iedereen die permanent woont in de staat Virginia legaal een pistool kopen, vandaar dat de dader gemakkelijk aan wapens kon komen. Deze gebeurtenis wakkerde de discussie over de wapenwetten in de Verenigde Staten weer aan.
De dader gebruikte twee wapens, een 9mm Glock 19 en een .22 Walther P22. Op 13 maart kocht hij de Glock 19 en op 9 februari de Walther P22. Een burger mag namelijk maar één vuurwapen per maand kopen, zo is in de wet vastgelegd. Van beide wapens was het serienummer, waarmee het geïdentificeerd kan worden, afgevijld.

## Dader
De 23-jarige Zuid-Koreaan Cho Seung-Hui was een vierdejaarsstudent van de universiteit. Volgens leerlingen van de universiteit leefde hij sterk afgezonderd van anderen, en had hij amper sociale contacten.
Het lijkt erop dat Cho deze daad al jaren van tevoren had gepland. Wapens kocht hij al maanden van tevoren. Op 18 april 2007, 2 dagen na de schietpartij, ontving de Amerikaanse televisiezender NBC een pakje met daarin een foto van Cho met in zijn handen twee pistolen. Tevens zaten in dat pakje andere foto's en 23 video-opnamen. Op een van de video's zei Cho:

Jullie hadden honderd miljard kansen en mogelijkheden om vandaag te voorkomen... maar jullie kozen ervoor om mijn bloed te laten stromen. Jullie dwongen mij in een hoek en hebben mij één optie gegeven. Deze beslissing was aan jullie. Nu hebben jullie het bloed aan jullie handen dat nooit meer afgewassen kan worden.

Volgens personen die relatief dicht bij hem stonden leefde hij al jaren vreemd. Zo schreef hij vreemde agressieve gedichten voor de colleges Engelse literatuur, maakte hij vaak ongewenst foto's van anderen en viel hij twee medestudentes lastig met vreemde e-mails en telefoontjes. Zij stapten zelfs naar de politie, maar deden uiteindelijk geen aangifte.